# Mazariegos
Mazariegos és un municipi de la província de Palència a la comunitat autònoma de Castella i Lleó (Espanya). Limita al nord amb Fuentes de Nava i Becerril de Campos, al Sud amb Villamartín de Campos i a l'est amb Baquerín de Campos.

## Demografia
| 1991 | 1996 | 2001 | 2004 |
| ---- | ---- | ---- | ---- |
| 278  | 292  | 270  | 267  |